# أنياب مومباسا
أنياب مومباسا (بالسواحلية: Mapemba ya Ndovu) و(تُنطق مَبيبا يا ندوفو) أو (بالسواحلية: Pembe za Ndovu) و(تُنطق بيمبي زا ندوفو) هو نصب تذكاري يقع في موي افينوي، وهو أهم شارع في مدينة مومباسا، الكينية. بني هذا النصب التذكاري في الخمسينيات من القرن الماضي للاحتفال بزيارات العائلة المالكة البريطانية، وكان يتألف في الأصل من هيكلين خشبيين يشبهان الأنياب؛ في الوقت الحاضر، أصبح عدد النصب مكون من أربعة أنياب من الألومنيوم على شكل M. يخضع النصب لسلطة هيئة المتاحف الوطنية في كينيا بالإضافة إلى حكومة بلدية المدينة.

## أصل
شُيد نصب أنياب مومباسا التذكاري في الأصل عام 1952 من قبل الإدارة البريطانية لمستعمرة كينيا، وذلك إحياءً لذكرى زيارة الملكة إليزابيث الثانية لمدينة مومباسا الكينية. تم صنع الأنياب في البداية من الخشب والقماش، وقد تم تشييدها على الطريق المؤدي إلى سكن الملكة في نادي مومباسا لليخوت (أو ببساطة نادي مومباسا)، الواقع بجوار حديقة أوهورو. وسرعان ما أصبح النصب التذكاري نقطة جذب محلية، حيث قامت الشركات والسكان المحليون بالإعلان وإعلان الأنياب. في الأصل كان هناك نابان فقط فوق شارع موي، الذي كان آنذاك طريقًا مسلك واحد؛ ومع ذلك، اقامت الحكومة بعمل توسيعات لاحقًا وتم تحويل الطريق من كونه مساراً واحداً لمسارين وتم بناء مجموعة جديدة من الأنياب في عام 1956. ويرجع السبب تجديد النصب التذكاري هو زيارة الأميرة مارجريت شقيقة الملكة أليزابيث للمنطقة في ذلك العام. على بعد أمتار قليلة من موقع النصب الأصلي، صُنعت الأنياب الأربعة الجديدة (اثنان فوق كل ممر) من الألومنيوم المقاوم للعوامل الجوية. شكلت الأنياب بالصدفة شكل الحرف M، وهو الحرف الأول من اسم المدينة مومباسا.

## تاريخ لاحق
منذ ذلك الحين، تم طلاء الأنياب البيضاء عدة مرات من قبل قوات مشاة البحرية الأمريكية الذين كانوا يزورون المدينة. وقد وضعت حكومة البلدية قيودًا على التسويق والإعلان باستخدام النصب التذكاري، وتتقاضى هيئة المتاحف الوطنية في كينيا رسومًا مقابل التصوير التجاري للنصب التذكاري. أصبحت الأنياب مقصدًا سياحيًا شهيرًا للمدينة بالإضافة إلى مكان لقاء محلي.
في 3 أكتوبر 2014، تم تشويه النصب التذكاري بالكتابات على الجدران وطلاء بالأحمر، حيث كُتب علي النصب عبارة "Mombasa Not 4 Ivory Export" ترجمتها «(مدينة) مومباسا ليست لتوريد العاج». وفقًا لجون مباريا من صحيفة ديلي نيشن، حيث سعى النشطاء إلى دفع الحكومة على اتخاذ إجراءات ضد عصابات الصيد غير المشروع التي تستخدم عادة ميناء مومباسا كنقطة خروج. وقد شجبت هذه الخطوة فاطمة أوالي، المديرة التنفيذية للمياه والبيئة في مقاطعة مومباسا، التي ذكرت أن «[المقاطعة لا] تتغاضى عن قتل الأفيال، ولكن لا ينبغي لأي شخص أن يأخذ على عاتقه تشويه ممتلكات المقاطعة أثناء إرسال رسالة». في عام 2017، قامت حكومة المقاطعة، بالشراكة مع شركة مومباسا للأسمنت المحدودة، بتجديد الأنياب مرة أخرى. تمت إضافة نموذج فيل إلى وسط الأنياب.